# Hát tiều
Hát tiều là ca kịch của đồng bào người Tiều. Thường biểu diễn ở các chùa trong những ngày lễ hội. Xuất hiện tại Nam Bộ những năm đầu thế kỷ 20 do những đoàn triều kịch lưu diễn từ các tỉnh Nam Trung Quốc rồi vào Chợ Lớn và đi khắp đồng bằng Nam Bộ rồi kéo lên Nam Vang. Hằng năm, cứ đến mùa lễ hội ca kịch ở mỗi chùa vài đêm, lần lượt từ chùa này đến chùa khác kéo dài một vài tháng.

## Tên gọi
Hát tiều thực tế là tên gọi của thể loại ca kịch của người Triều Châu, người dân ở miền Tây Nam Bộ phát âm chữ "r" rất khó khăn, nên người Triều Châu thì họ gọi là người Tiều, đoàn ca kịch Triều Châu cũng được gọi đó là gánh hát Tiều.

## Loại hình hát
Hát Tiều gồm hai loại: Loại bình dân thì biểu diễn ở sân chùa, loại sang hơn thì thuê rạp mà biểu diễn. Hát Tiều bình dân đến thị xã Bạc Liêu biểu diễn thường có hai đoàn: gánh thùng đen và gánh thùng đỏ. Một đoàn thì đựng các trang phục, phông màn trong những cái thùng (rương, hòm) màu đen. Một đoàn thì đựng trong các thùng màu đỏ. Thỉnh thoảng, lại còn có gánh thùng xanh. Họ di chuyển bằng đường thủy, trên những chiếc ghe bầu to lớn như ghe chài (loại thuyền to để chở lúa), ăn ngủ, tập tành trên ghe, chứ không thuê phòng trọ hoặc dựng lều trên bãi đất trống mà ở.
Đặc điểm của hát Tiều là diễn luôn một mạch từ 7 giờ tối đến 5 giờ sáng hôm sau, diễn liên tục, không có kéo màn hạ màn trong suốt buổi diễn đến nửa đêm. Dàn nhạc Triều Châu là có rất nhiều nhạc cụ gõ gồm trống lớn, trống nhỏ, thanh la, chập chõa các cỡ khác nhau. Dàn nhạc đó gọi là đại la cổ (la là thanh la, chập chõa, còn cổ là trống), dân Bạc Liêu quen gọi theo tiếng Triều Châu là tòa lò cấu. Mỗi lần đến cao trào, các thanh la và trống đánh hết cỡ, làm vang động cả một góc trời, ở bên ngoài rạp hát và các nhà kế cận đều nghe tiếng. Điều này trái ngược hẳn với dàn nhạc Quảng Đông, chủ yếu gồm nhạc cụ thổi, như kèn, sáo, tiêu... nên người nghe âm thanh ò í e rõ hơn tiếng trống.